# Hundeverbringungs- und -einfuhrbeschränkungsgesetz
Das Gesetz zur Beschränkung des Verbringens oder der Einfuhr gefährlicher Hunde in das Inland, kurz Hundeverbringungs- und -einfuhrbeschränkungsgesetz – HundVerbrEinfG, ist eine deutsche Rechtsvorschrift. Sie wurde am 12. April 2001 als Artikel 1 des Gesetzes zur Bekämpfung gefährlicher Hunde erlassen und trat am 21. April 2001 in Kraft.
Die Bundesregierung reagierte laut Darstellung des Innenausschusses in der Beschlussempfehlung zu dem Gesetzentwurf der Bundesregierung auf vermehrte Angriffe von gefährlichen Hunden auf Menschen, bei denen auch Menschen zu Tode gekommen waren. Nachdem am 26. Juni 2000 in Hamburg ein auf einem Schulhof spielendes sechsjähriges Kind von zwei Mischlingen der Rassen Bullterrier, Pitbull- und American Staffordshire-Terrier gebissen und getötet worden war, wurden auch die Hundegesetze auf Landesebene teils verschärft, teils um neue Regelungen ergänzt.
Geregelt werden im Gesetz das Verbringen und die Einfuhr gefährlicher Hunde in das Inland. Es soll verhindern, die landesrechtlichen Bestimmungen durch das Verbringen gefährlicher Hunde aus anderen Staaten in das Inland zu unterlaufen sowie die Durchsetzung der landesrechtlichen Bestimmungen erleichtern. Unter Verbringen versteht der Gesetzgeber dabei das Verbringen aus einem anderen EU-Mitgliedsstaat, unter Einfuhr das Verbringen aus einem Drittland.
Das Gesetz betrifft insbesondere Hunde der Rassen 
- Pitbull-Terrier,
- American-Staffordshire-Terrier,
- Staffordshire-Bullterrier,
- Bullterrier

sowie deren Kreuzungen untereinander oder mit anderen Hunden.
Das Verbringen von Tieren dieser Rassen nach Deutschland aus dem Ausland ist verboten. Ebenso verboten ist das Verbringen von Hunden gefährlicher Hunderassen, die das jeweilige Landesrecht bestimmt, aus dem Ausland in das jeweilige Land. Es dürfen gefährliche Hunde zum Zweck des ständigen Haltens in das Inland verbracht oder eingeführt werden, wenn die Begleitperson nachweist, dass die Hunde berechtigt in einem Land gehalten werden dürfen.
Mit Freiheitsstrafe bis zu zwei Jahren oder mit Geldstrafe wird bestraft, wer dem Gesetz zuwiderhandelt. Fahrlässigkeitstaten sind mit Geldstrafe oder Freiheitsstrafe bis zu einem Jahr bewehrt.
Das Bundesverfassungsgericht bestätigte im März 2004 das Gesetz als mit dem Grundgesetz vereinbar, stellte jedoch auch für den Bundesgesetzgeber die Notwendigkeit heraus, „das Beißverhalten der von § 2 Abs. 1 Satz 1 HundVerbrEinfG erfassten Hunde künftig mehr noch als bisher zu überprüfen und zu bewerten. Wird dabei die prognostische Einschätzung der Gefährlichkeit dieser Hunde durch den Gesetzgeber nicht oder nicht in vollem Umfang bestätigt, wird er seine Regelung den neuen Erkenntnissen anpassen müssen.“ Das im (ursprünglichen) Gesetz zur Bekämpfung gefährlicher Hunde verankerte Zuchtverbot wurde vom Bundesverfassungsgericht jedoch für nichtig erklärt. Außerdem erklärte es die mit dem Gesetz eingeführte Strafnorm Unerlaubter Umgang mit gefährlichen Hunden für unvereinbar mit dem Grundgesetz und nichtig.